# Ematurgina mabildei
Ematurgina mabildei är en fjärilsart som beskrevs av Johannes Karl Max Röber 1903. Ematurgina mabildei ingår i släktet Ematurgina och familjen Riodinidae. Inga underarter finns listade i Catalogue of Life.